# Château de Cessens-Neuf
Ne doit pas être confondu avec Château de Cessens-Vieux.
Le château de Cessens-Neuf est un ancien château fort, des XIIIe et XIVe siècles, dont les ruines se dressent sur la commune de Cessens dans le département de la Savoie, en région Rhône-Alpes.

## Situation
Le château de Cessens-Neuf est située dans le département français de la Savoie sur la commune de Cessens, sur un mamelon de la montagne de Cessens, à 220 mètres au sud-ouest de Cessens-Vieux.

## Histoire
Il est, en 1281, comme étant la possession des sires de Faucigny. Il est assiégé et pris en 1284 et sa suzeraineté est attribué alors au comte de Savoie ; la possession directe en restant aux Grésy-Faucigny.
En 1316, Guillaume III de Genève inféode, à Rodolphe de Grésy, Cessens-Vieux. Les deux châteaux, Cessens-Vieux et Cessens-Neuf, sont à cette date aux mains des sires de Grésy ; le premier relevant des comtes de Genève, le second faisant l'objet de contestations avec la maison de Savoie.
Selon Georges Chapier, « le fait capital de l'histoire de la citadelle de Cessens se place en 1324, année qui vit l'instauration définitive de la domination des princes de Savoie dans la région albanaise ». Le comte Édouard de Savoie assiège et occupe le château. Les troupes du comte de Savoie menées par Édouard lui-même, le sire de Grammont, le seigneur d'Entremont et le sire Gallois de la Baume s'en emparent après un âpre combat.
Il est ensuite donné en fief aux familles : Clermont, Orlyé et Mouxy. En 1432, il est inféodé à Manfred de Saluces.
Le 28 février 1563, Jacques de Savoie-Nemours vend les châteaux de Cessens et de Grésy, contre une somme de 4 000 écus d'or, à Louis Oddinet, baron de Montfort. Les châteaux sont rachetés par Jacques de Savoie-Nemours, en 1572, pour la même somme. Ils sont de nouveaux vendus, en 1575, cette fois, pour 6 000 écus, à Guillaume de Portes, originaire de Grenoble, seigneur de Châtel, président du Parlement du Dauphiné et conseiller du roi de France. Après lui, ils passent à son fils Antoine de Portes.

## Description
On pénétrait dans une basse cour, que clôturaient des braies, aujourd'hui arasées, par l'ouest, par une porte ouverte dans le mur. Elle était précédée d'une autre porte qui barrait le chemin d'accès et dont le mur, disparu, la reliait à l'angle nord-est du château.
Le château se présente sous la forme d'une enceinte quadrangulaire de 22 × 28 mètres de côté, construite en pierres de taille bien assisées, et des murs épais de 1,40 mètre, que percent de hautes archères et que commandait un donjon circulaire. Dressé dans l'angle sud, ce dernier aujourd'hui arasé à 5 mètres du sol, a un diamètre de 7,86 mètres et des murs épais de 2,78 mètres. De nos jours, on peut encore voir, dans l'angle nord-est de l'enceinte, un puits ou une citerne. Des logis, et dont ils ne subsistent que des traces, construit autour d'une cour intérieure, complétaient cet ensemble. En 1608, le château était encore habitable.
On relève la mention également d'une chapelle dédiée à saint Laurent.

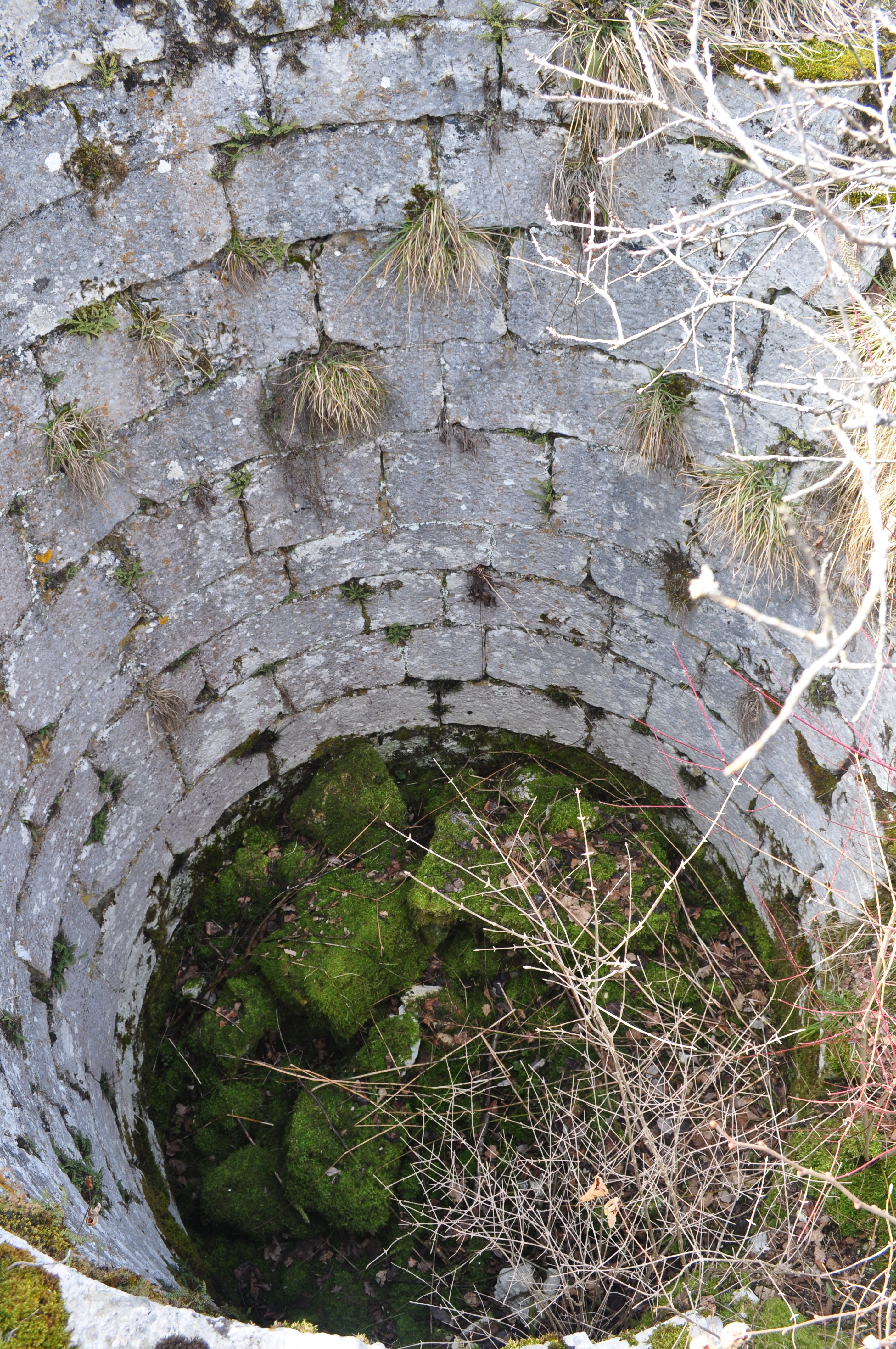
Intérieur du donjon
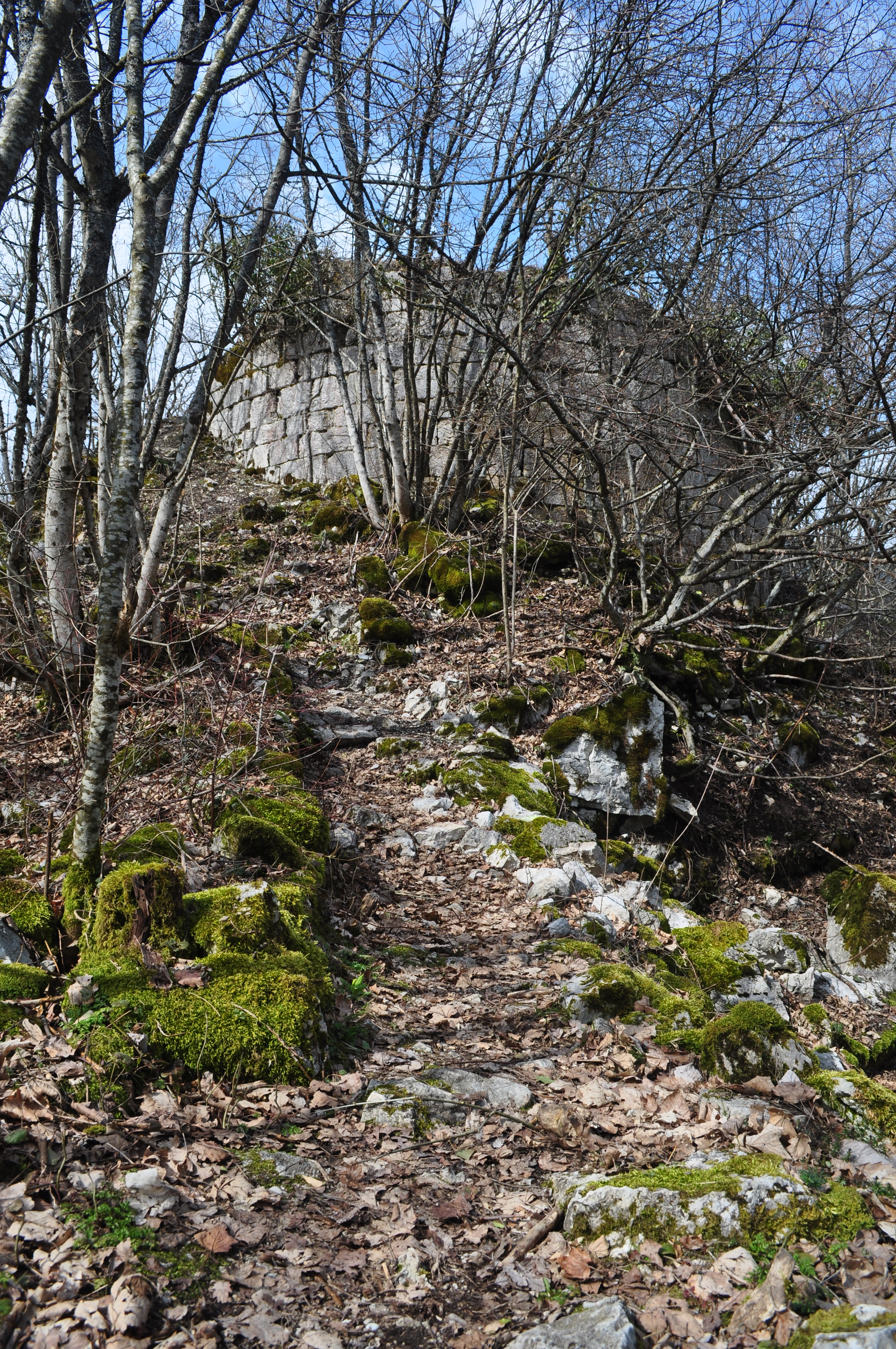
Le donjon vu des fossés
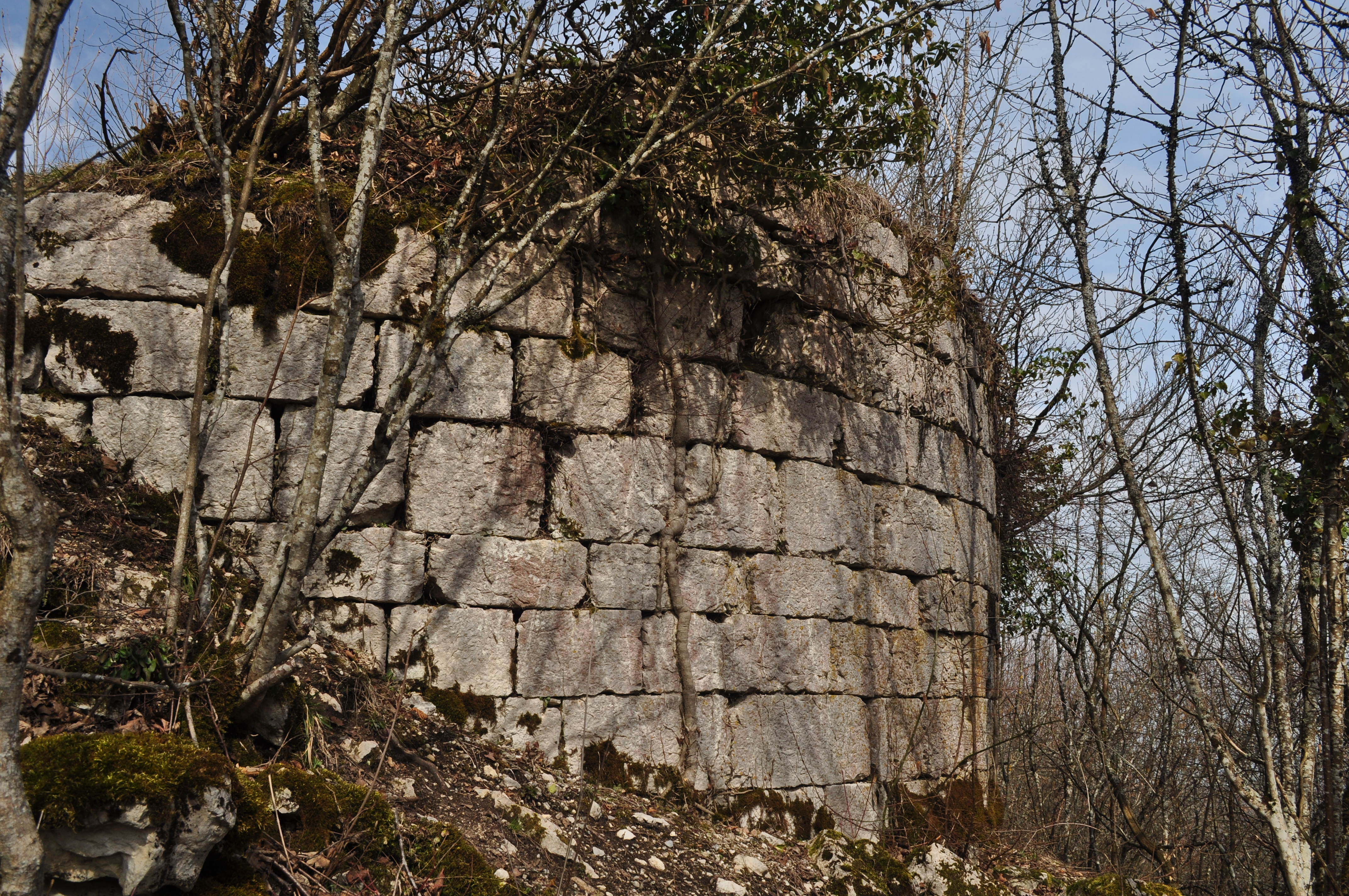
Le donjon
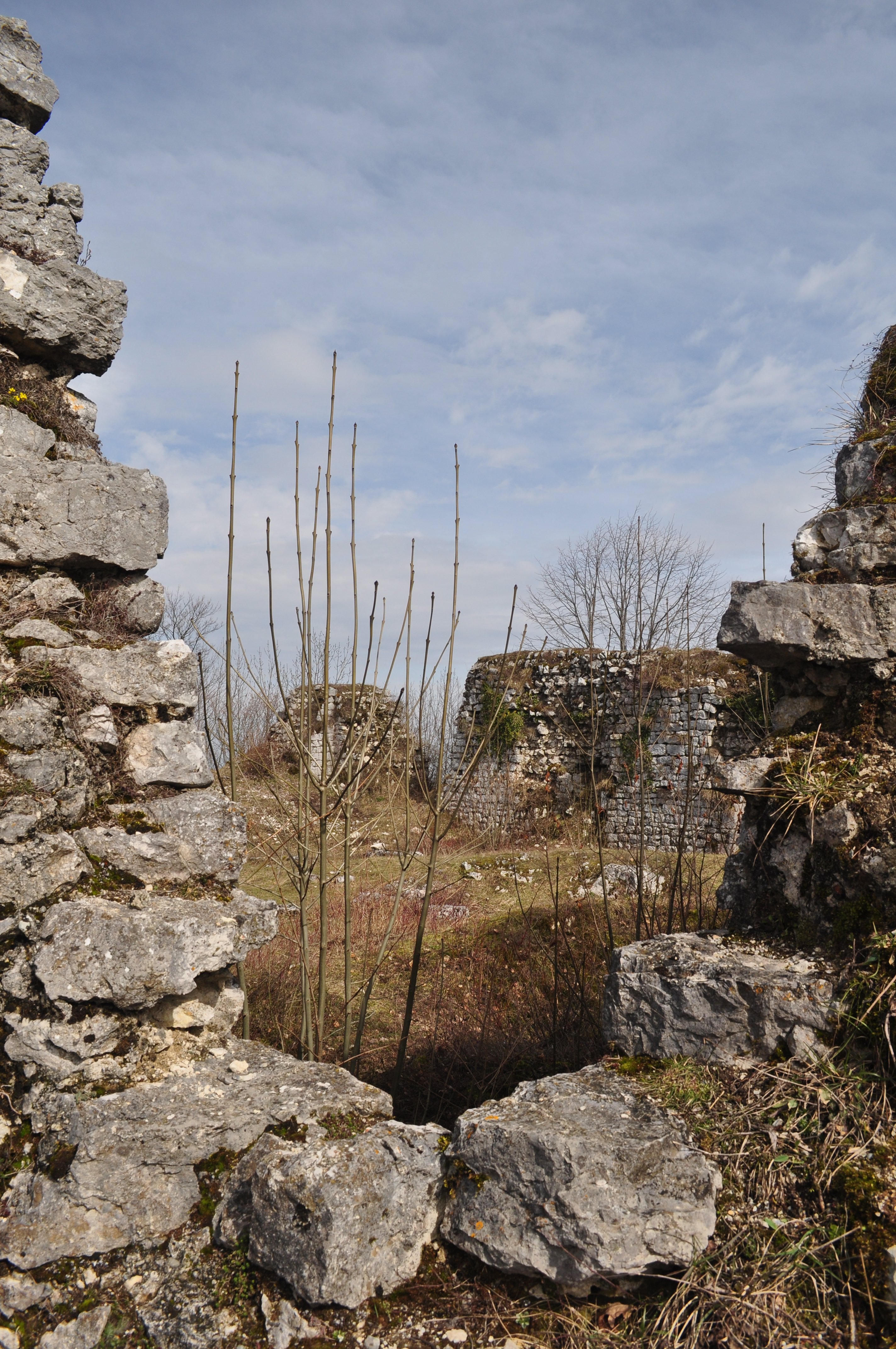
La cour intérieure
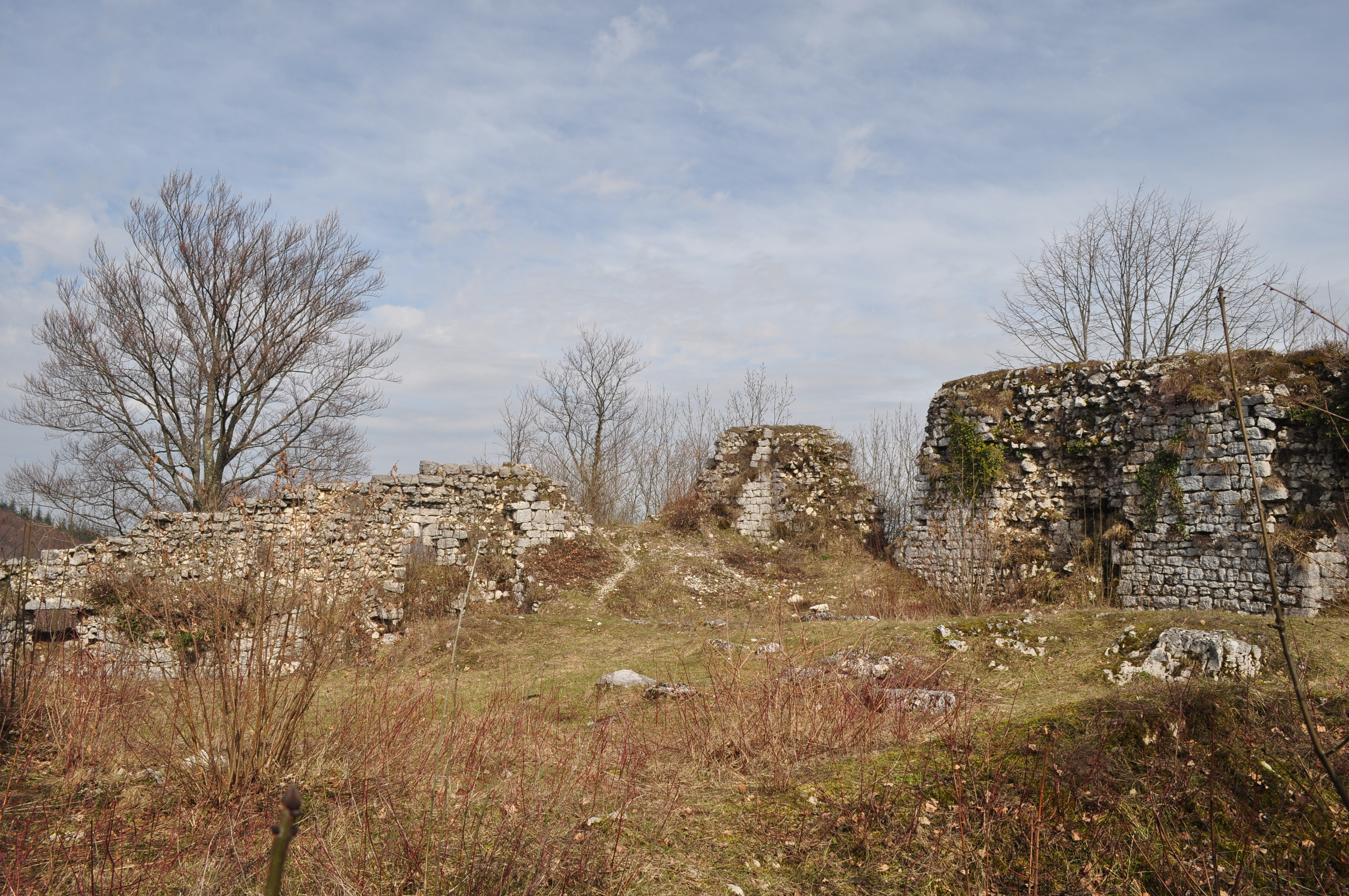
La cour intérieure
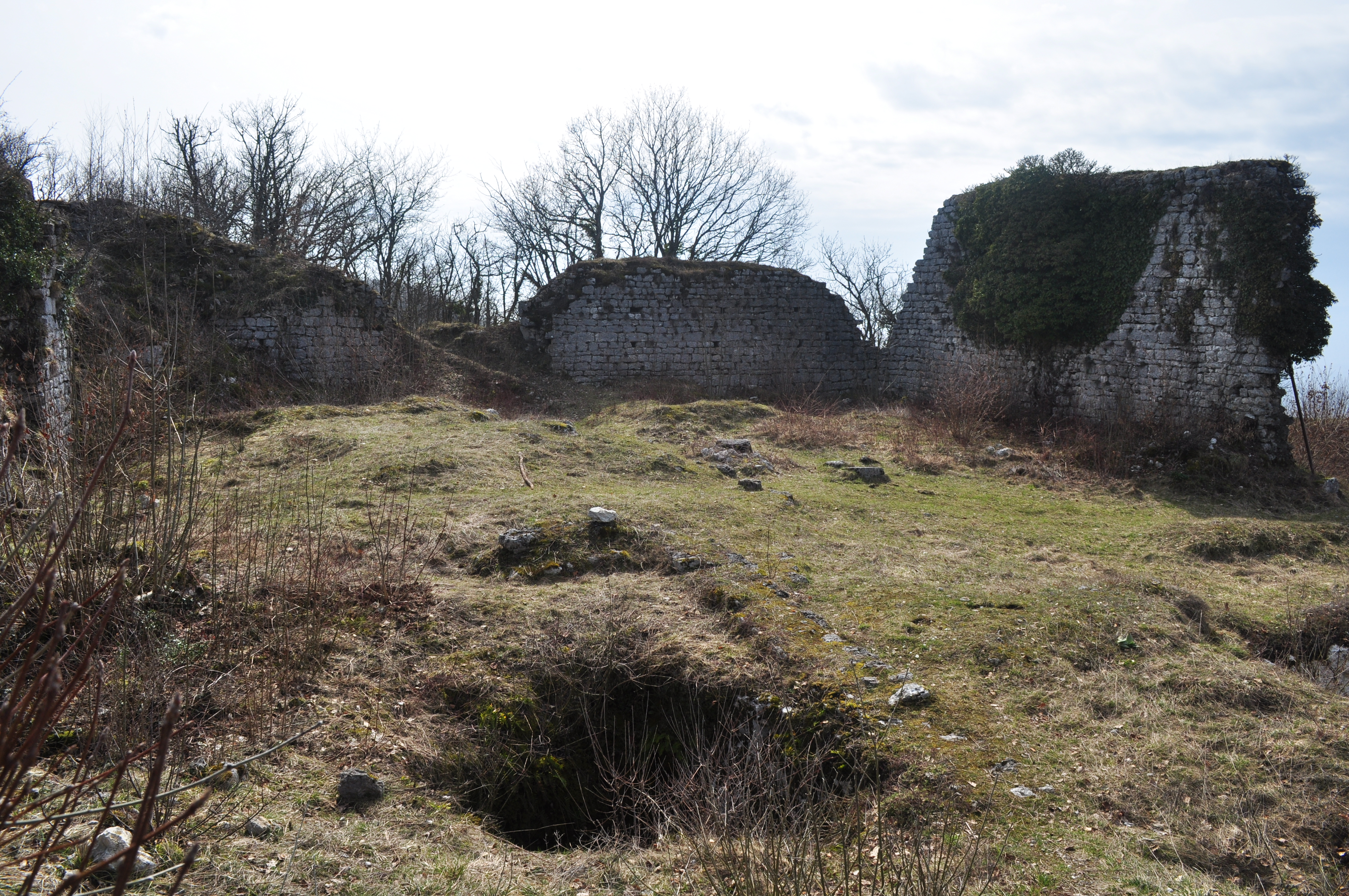
La cour intérieure avec au premier plan la citerne